# Автомат тяги

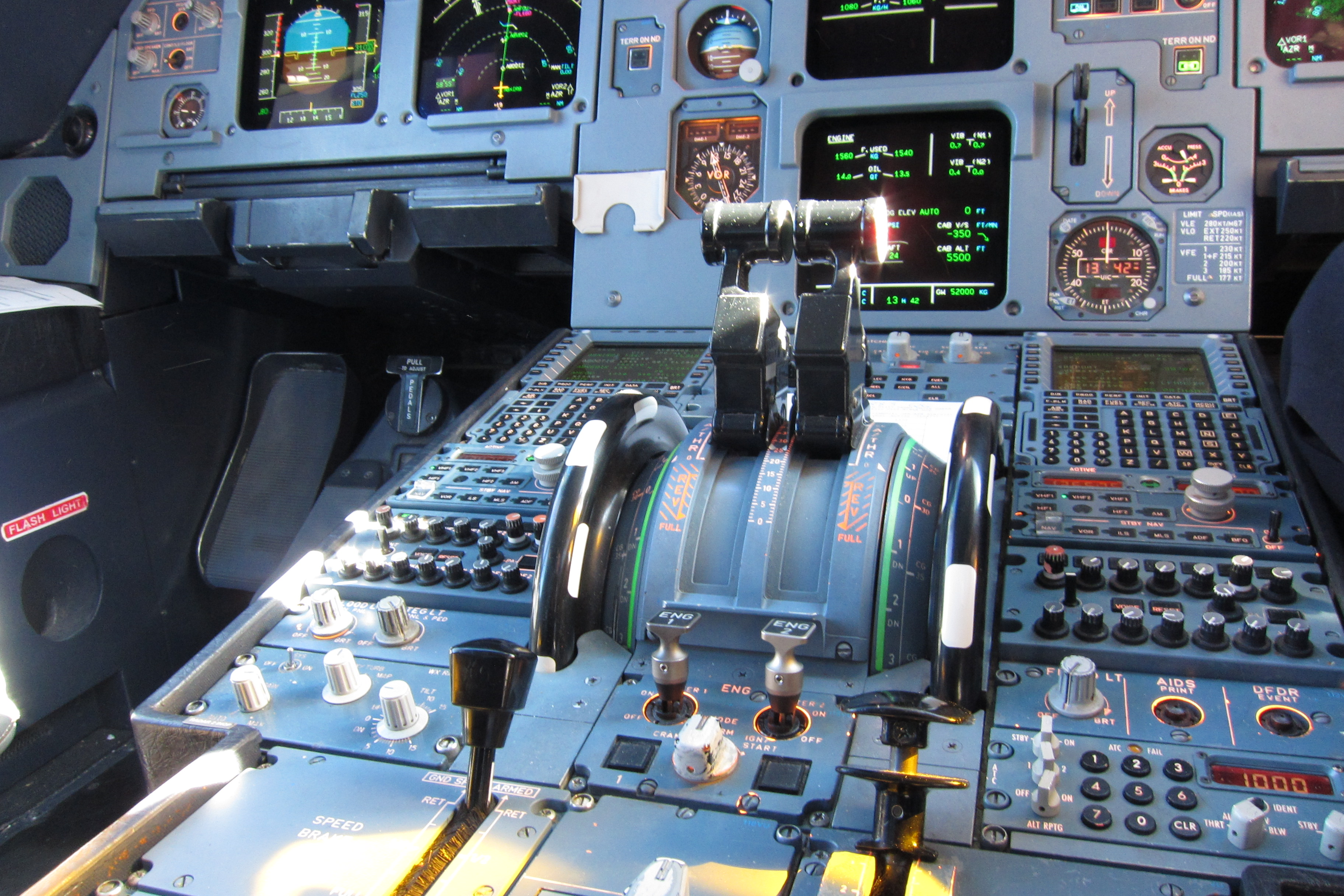
Важелі тяги A320 встановлені в положення автотяги під час крейсерського польоту

Автомат тяги (автоматичний дросель, також відомий як autothrust, A/T) — це система, яка дозволяє пілоту контролювати налаштування потужності двигунів літака, вказуючи бажану характеристику польоту, а не вручну керувати потоком палива. Автоматичний дросель може значно зменшити робоче навантаження пілотів і допомогти заощадити паливо та подовжити термін служби двигуна, вимірюючи точну кількість палива, необхідного для досягнення конкретної цільової зазначеної швидкості повітря, або призначеної потужності для різних фаз польоту. A/T і AFDS (Auto Flight Director Systems) можуть працювати разом, щоб виконати весь план польоту.

## Режими роботи
Є два параметри, які A/T може підтримувати або намагатися досягти: швидкість і тяга.
У режимі швидкості дросельна заслінка розташована так, щоб досягти заданої цільової швидкості. Цей режим контролює швидкість літака в безпечних межах. Наприклад, якщо пілот вибирає цільову швидкість, нижчу за швидкість звалювання, або швидкість, вищу за максимальну швидкість, система автоматичного дроселю підтримуватиме швидкість, найближчу до цільової, яка знаходиться в межах безпечних швидкостей.
У режимі тяги двигун підтримується на фіксованому рівні потужності відповідно до різних фаз польоту. Наприклад, під час зльоту A/T підтримує постійну злітну потужність до завершення режиму зльоту. Під час набору висоти A/T підтримує постійну потужність набору висоти; під час спуску A/T зменшує налаштування до положення холостого ходу тощо. Коли A/T працює в режимі тяги, швидкість контролюється кроком (або колонкою керування), а не A/T. Радарний висотомір передає дані на автодросель переважно в цьому режимі. (У літаках Boeing він щоразу передає дані на автодросель. Дивись нижче.).

## Використання
На літаках типу Boeing A/T можна використовувати на всіх етапах польоту від зльоту, набору висоти, крейсерської польоту, зниження, заходження на посадку, аж до посадки або відходу на друге коло, за винятком несправності. Рулювання не вважається частиною рейсу, і A/T не працює для руління. У більшості випадків вибір режиму A/T є автоматичним без необхідності ручного вибору, якщо його не переривають пілоти.
Згідно з опублікованими Boeing процедурами польоту, A/T включається ПЕРЕД процедурою зльоту та автоматично відключається через дві секунди після посадки. Під час польоту завжди доступне ручне перевизначення A/T. Розблокування ручного керування дозволяє A/T відновити контроль, і дросель повернеться в задане положення A/T, за винятком двох режимів (літак типу Boeing): IDLE і THR HLD. У цих двох режимах дросельна заслінка залишатиметься в ручному положенні.

## Історія
Примітивний автоматичний дросель вперше був встановлений на пізніших версіях реактивного винищувача Messerschmitt Me 262 наприкінці Другої світової війни. Однак першим комерційним літаком з цією системою, який отримав назву AutoPower, був DC-3 (з 1956 року). Перша версія змогла зберегти постійний кут атаки, але швидкість лише під час заходу на посадку. Коли з'явилася можливість підтримувати швидкість протягом усього польоту, був створений сучасний автодросель.
Незабаром після успіху AutoPower компанії Sperry (тепер частина Honeywell) і Collins почали конкурувати в розробці autothrottle, оснащуючи ним все більше лайнерів і бізнес-джетів.
Сьогодні його часто пов’язують із системою керування польотом, а FADEC є розширенням концепції для контролю багатьох інших параметрів, окрім витрати палива.